# Tecpán (Guatemala)
Tecpán est une ville du Guatemala dans le département de Chimaltenango.